# Lago di Monte Cotugno

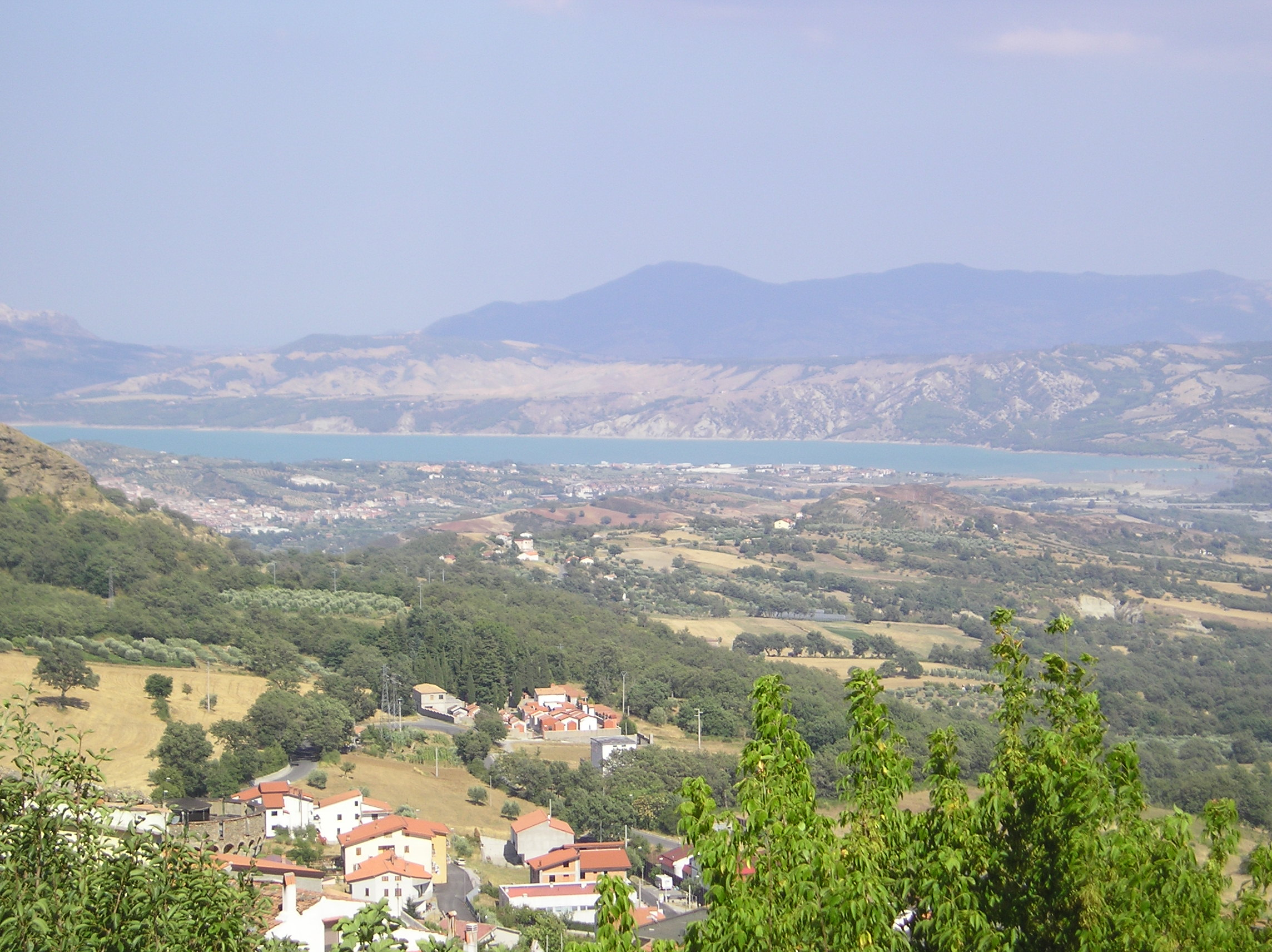
Der Stausee

Der Lago di Monte Cotugno ist ein zwischen 1970 und 1982 geschaffener und 1983 eingeweihter Stausee in der Provinz Potenza, Region Basilikata in Süditalien. Seine Fläche beträgt 18,5 km².
Der See staut den Fluss Sinni, der südlich von Policoro in das Ionische Meer mündet. Sein Stauvolumen beträgt 530 Millionen m³; damit gilt der Stausee als der größte in Italien. Er besitzt einen Erdschüttdamm von rund 1850 m Länge mit einer Höhe von 60 m und einer Basisbreite von 260 m.